# José Ramón García Cañal
José Ramón García Cañal (Oviedo, 21 de julio de 1957) es un político asturiano.

## Trayectoria política
Tras estudiar el Bachillerato en el Colegio Loyola de Oviedo (Escolapios), se licencia en Química por la Universidad de Oviedo en 1982.
Ingresa en Alianza Popular en marzo de 1977, militando en Nuevas Generaciones, donde desempeñó, entre otros cargos, el de presidente de la Junta Local de Oviedo y el de presidente regional de Nuevas Generaciones (1980-1982). 
En las elecciones autonómicas de 1983 forma parte de la candidatura de Alianza Popular a la Junta General del Principado. No consigue ser elegido diputado directamente, aunque tras la renuncia de uno de los diputados del Grupo Popular, toma posesión en 1986. Repitió candidatura, y fue elegido diputado, en las elecciones de 1987, 1991 y 1995. Tras estas últimas, y con la primera victoria del Partido Popular en Asturias que permitió a Sergio Marqués ser investido Presidente del Principado, es nombrado Vicepresidente del Gobierno de Asturias y Consejero de Cooperación.
Las diferencias de criterio entre el presidente del Gobierno, Sergio Marqués, y los dirigentes autonómicos y nacionales del PP, provocaron en 1998 una gran crisis de gobierno, que motivó la fundación, por parte de Marqués, de la Unión Renovadora Asturiana (URAS). José Ramón García Cañal fue contrario a las tesis del Presidente y permaneció en las filas del PP, lo que llevó a su destitución como Vicepresidente y Consejero del Gobierno de Asturias el 16 de junio de 1998.
En las elecciones autonómicas de 1999 revalida su escaño y es elegido Vicepresidente 1.º de la JGPA. Repitiendo como diputado en las elecciones de 2003 y 2007. En 2011 no logra revalidar su escaño. Ha sido diputado en las legislaturas I, II, III, IV, V, VI, VII de la Junta General (1986-2011)
Fue también Secretario Regional de Alianza Popular primero, y del Partido Popular después, entre 1983 y 1995.
Fue elegido diputado por Asturias en las elecciones generales de 2016. En 2019 se presentó como número 1 al Senado resultando elegido con 139.236 votos.
En noviembre volvió a presentarse como candidato al Senado, en esta ocasión cómo número 2, no resultando elegido al obtener 103 votos menos que Mercedes Fernández, número 1 de la lista conjunta PP-FORO.